# Snow Hill Island
Snow Hill Island – wyspa na Morzu Weddella na wschód od północno-wschodniego krańca Półwyspu Antarktycznego.

## Geografia
Wyspa leży na Morzu Weddella na wschód od północno-wschodniego krańca Półwyspu Antarktycznego (przylądka Trinity Peninsula) i na południowy wschód od Wyspy Jamesa Rossa, od której oddzielona jest przez cieśninę Admiralty Sound. Ok. 2 km na północny zachód od Snow Hill Island leży Seymour Island. Wyspy oddziela Picnic Passage.

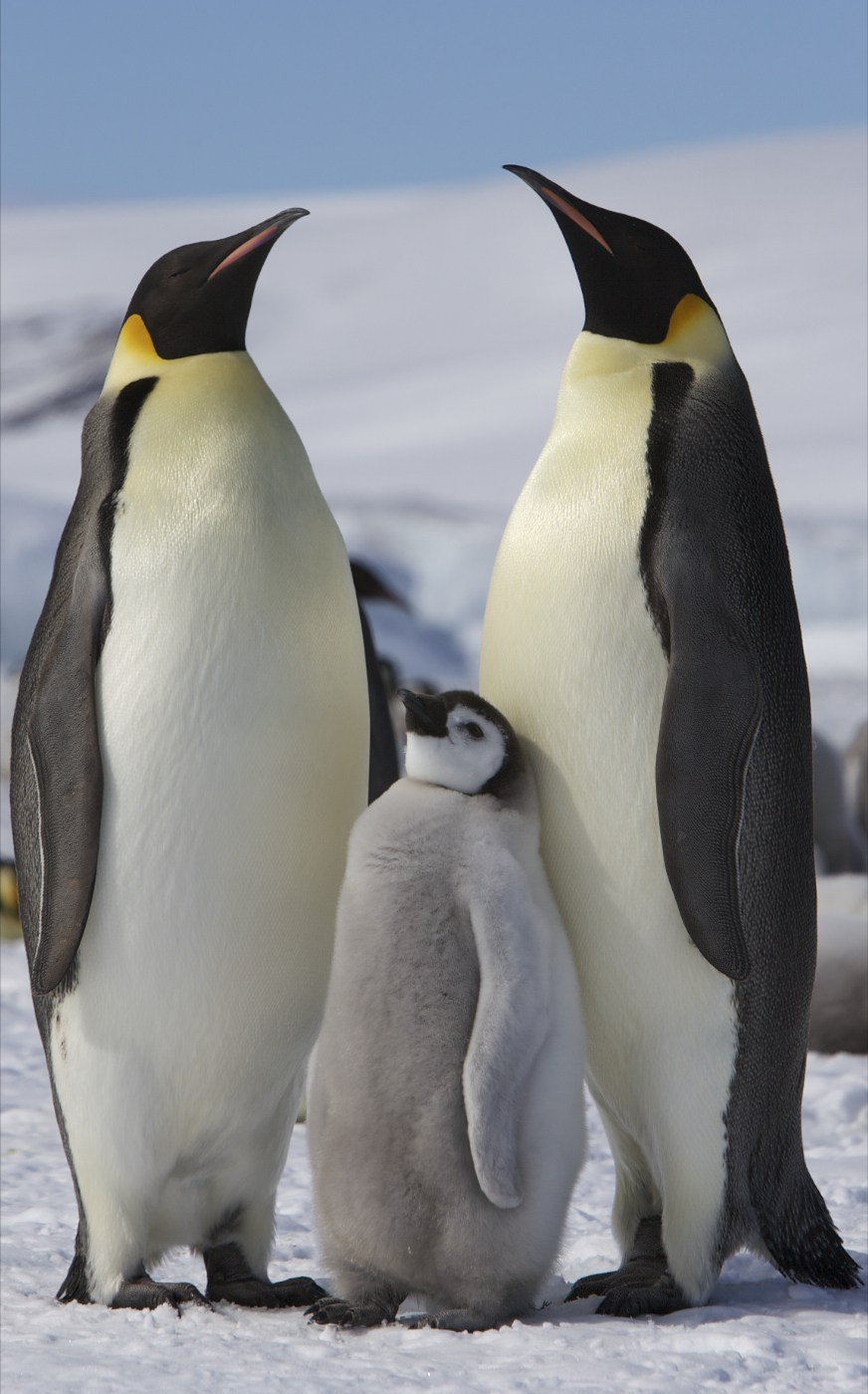
Pingwiny cesarskie na Snow Hill Island, 2009

Wyspa ma ok. 32 km długości i prawie 10 km szerokości. Prawie całą jej powierzchnię przykrywa pokrywa śniegowa. 

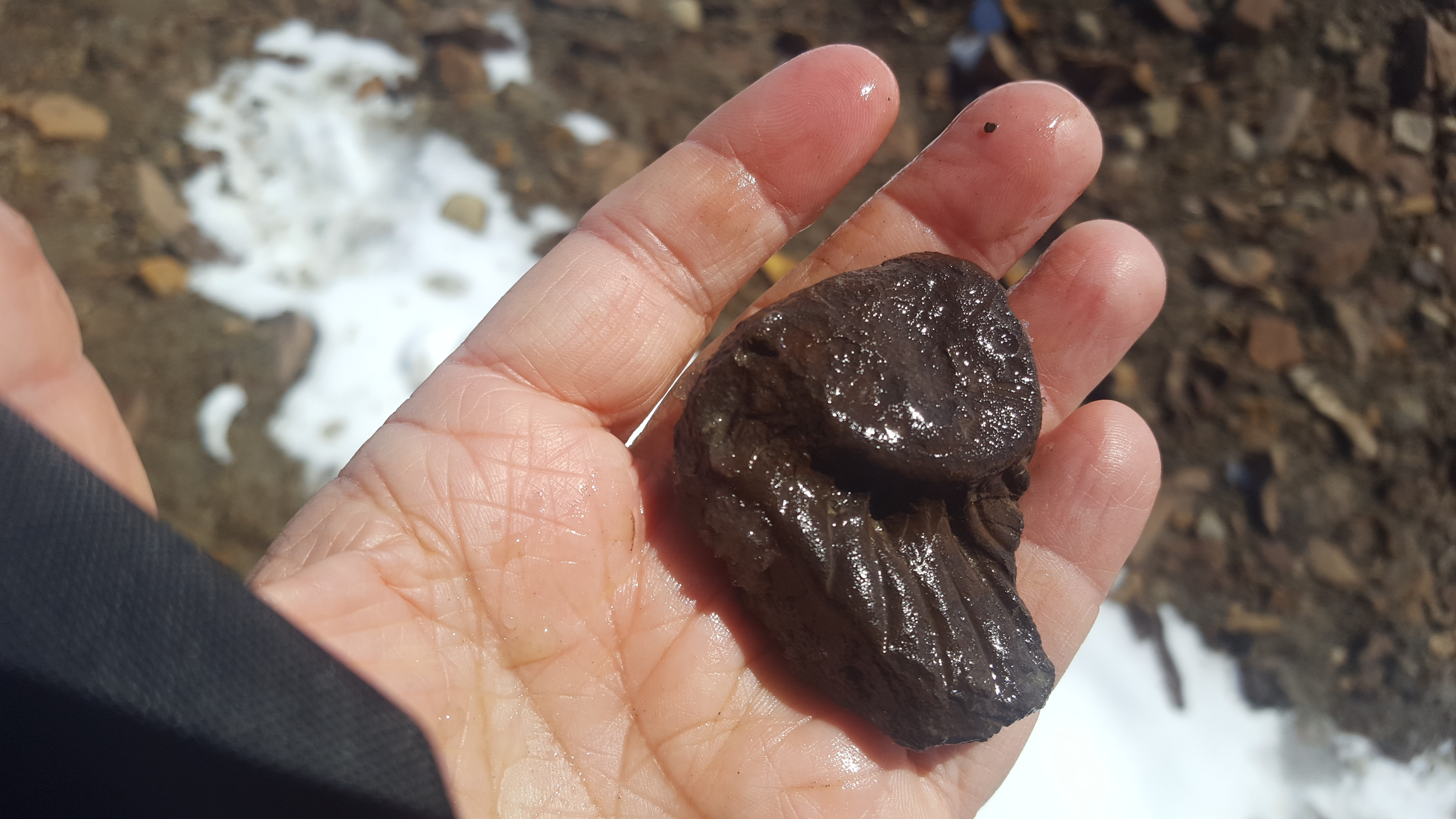
Amonit znaleziony na wyspie

Sekwencje skał osadowych z okresu od późnej kredy do eocenu i oligocenu są odsłonięte na Snow Hill Island i sąsiednich wyspach Seymour Island i Wyspie Jamesa Rossa . Znajdują się tu skamieniałości zarówno bezkręgowców jak i kręgowców, często bardzo dobrze zachowane . W osadach formacji Snow Hill Island znaleziono częściowo zachowaną stopę dromeozaura. 
Obszar lodu morskiego (2,63 km²) przylegający do południowo-zachodniego krańca wyspy jest ostoją ptaków IBA z uwagi na zamieszkującą ją dużą kolonię pingwinów cesarskich. W okresie 2004/2005 przeprowadzono liczenie opierzonych piskląt – było ich 3885, natomiast liczebność kolonii oszacowano na 4000–4200 par. W 2009 roku liczbę pingwinów oszacowano na podstawie zdjęć satelitarnych na 2164 osobniki. 

## Historia

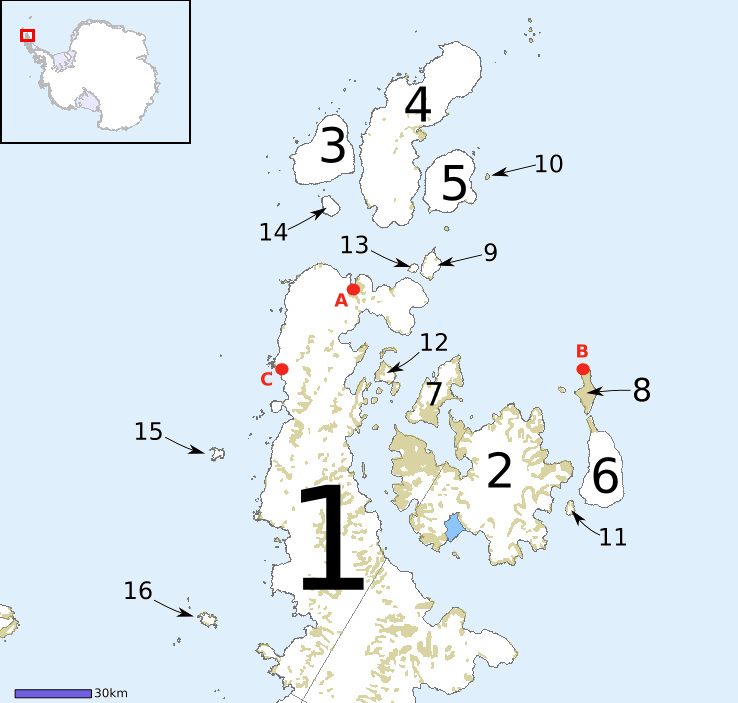
1 – Półwysep Antarktyczny; 2 – Wyspa Jamesa Rossa; 3 – D'Urville Island, 4 – Joinville Island; 5 – Dundee Island; 6 – Snow Hill Island; 7 Vega Island; 8 – Seymour Island; 9 – Andersson Island; 10 – Paulet Island; 11 – Lockyer Island; 12 – Eagle Island; 13 – Jonassen Island; 14 – Bransfield Island; 15 – Astrolabe Island; 16 – Tower Island; A – stacja w Zatoce Nadziei, B – stacja Marambio, C – stacja General Bernardo O’Higgins

Wyspa została odkryta w 1843 roku przez brytyjskiego badacza Antarktydy Jamesa Clarka Rossa (1800–1862) podczas jego ekspedycji w latach 1839–1843. Ross wziął wyspę za ośnieżony stok Wyspy Jamesa Rossa i nadał mu nazwę Snow Hill – pokrywa śniegowa odcinała się na tle gołej ziemi pobliskiej Seymour Island. 

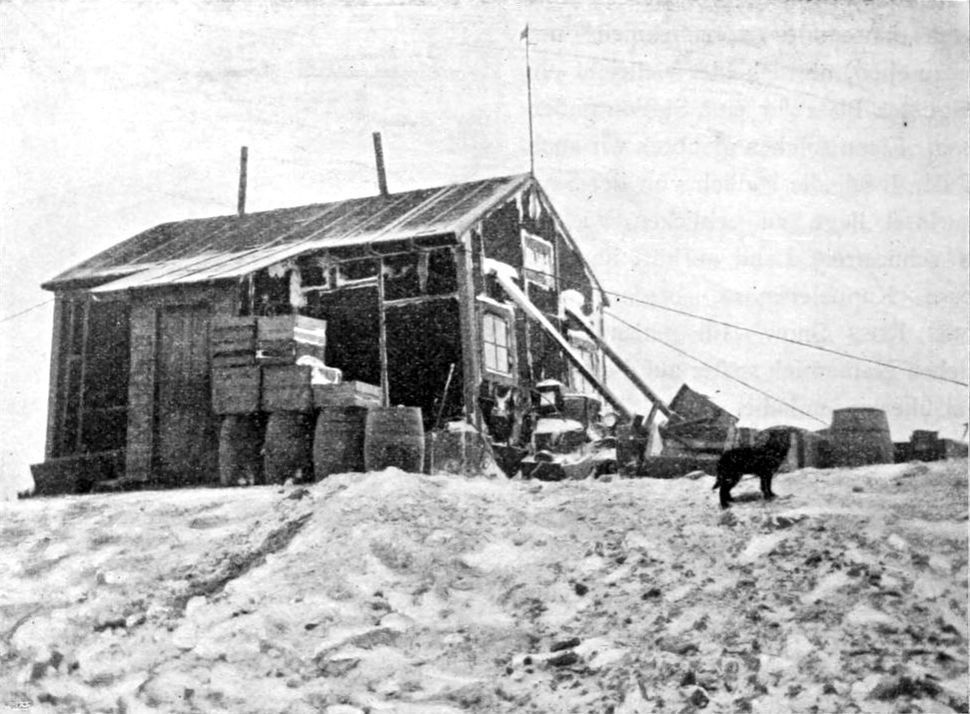
Chata Nordenskjölda, 1902

W 1902 roku Szwedzka Wyprawa Antarktyczna po kierownictwem szwedzkiego geologa Otto Nordenskjölda (1869–1928) postawiła swój obóz zimowy w północno-zachodniej części wyspy. Baza była nieustannie zamieszkana między 12 lutego 1902 roku a 11 listopada 1903 roku. Przezimowało tu sześciu uczestników wyprawy wraz z Nordenskjöldem. Prowadzili badania geologiczne i obserwacje pogody nieprzerwanie przez 20 miesięcy. Znaleziono wówczas również wiele skamieniałości. 10 marca 1902 roku wyprawa odkryła także, że Snow Hill jest wyspą.
Na przełomie lat 1934 i 1935 bazę odwiedził amerykański lotnik i badacz polarny Lincoln Ellsworth (1880–1951), skąd przeprowadził lot nad Półwyspem Antarktycznym samolotem „Polar Star” pilotowanym przez Bernta Balchena (1899–1973).
Wyspa została zbadana w latach 1952–1954 przez Falkland Islands Dependencies Survey. 
Drewniana chata wyprawy Nordenskjölda zachowała się na północno-wschodnim wybrzeżu. Obiekt ma status historycznego miejsca w ramach Układu Antarktycznego. We wnętrzu zachowały się oryginalne przedmioty z wyprawy i chata pełni funkcję muzeum, którym opiekują się Argentyna i Szwecja. Chata jest dostępna dla turystów w grupach zorganizowanych z przewodnikiem.